# Municipio de Lakeville (Iowa)
El municipio de Lakeville (en inglés: Lakeville Township) es un municipio ubicado en el condado de Dickinson en el estado estadounidense de Iowa. En el año 2010 tenía una población de 1198 habitantes y una densidad poblacional de 12,73 personas por km².

## Geografía
El municipio de Lakeville se encuentra ubicado en las coordenadas 43°23′23″N 95°11′46″O / 43.38972, -95.19611. Según la Oficina del Censo de los Estados Unidos, el municipio tiene una superficie total de 94.12 km², de la cual 80,95 km² corresponden a tierra firme y (13,99 %) 13,17 km² es agua.

## Demografía
Según el censo de 2010, había 1198 personas residiendo en el municipio de Lakeville. La densidad de población era de 12,73 hab./km². De los 1198 habitantes, el municipio de Lakeville estaba compuesto por el 98,91 % blancos, el 0,25 % eran afroamericanos, el 0,33 % eran asiáticos, el 0,17 % eran de otras razas y el 0,33 % eran de una mezcla de razas. Del total de la población el 0,25 % eran hispanos o latinos de cualquier raza.